# Hämeenlinnan Lentopallokerho
L'Hämeenlinnan Lentopallokerho è una società pallavolistica femminile finlandese con sede a Hämeenlinna: milita nel campionato di Lentopallon Mestaruusliiga.

## Storia
L'Hämeenlinnan Pallokerho Naiset viene fondato nel gennaio 2009 dalla fusione, nata dall'idea di creare una eccellenza nello sport femminile finlandese, della squadra di hockey su ghiaccio della società polisportiva Hämeenlinnan Pallokerho e del Vanajan Racing Club, club di pallavolo femminile appartenente alla polisportiva Hämeenlinnan Tarmo, diventando pienamente operativo nel maggio dello stesso: dalla prima società eredita quindi la denominazione e i colori sociali, mentre dalla seconda il diritto di partecipazione al massimo campionato finlandese nella stagione 2009-10, arrivando in finale sia in Coppa di Finlandia che nei play-off scudetto.
Raggiunge nuovamente la finale dei play-off scudetto nella stagione 2011-12, sconfitta ancora dal LP Viesti Salo; esordisce nella competizioni europee prendendo parte alla Coppa CEV 2014-15 mentre arriva ancora in finale nella Coppa di Finlandia 2014.
Vince il suo primo trofeo, lo scudetto, nella stagione 2015-16, qualificandosi così per la CEV Champions League 2016-17, prima partecipazione alla competizione, eliminata poi al secondo turno. Nella stagione 2017-18 conquista il secondo titolo nazionale e la Coppa di Finlandia.
Nel 2018 il club cambia denominazione in Hämeenlinnan Lentopallokerho.

## Rosa 2018-2019
| N° | Nome               | Ruolo | Data di nascita   | Nazionalità sportiva |
| -- | ------------------ | ----- | ----------------- | -------------------- |
| 1  | Mara Green         | C     | 19 aprile 1994    | Stati Uniti          |
| 2  | Netta Hyttinen     | S     | 22 agosto 2001    | Finlandia            |
| 3  | Roosa Heikkiniemi  | L     | 30 dicembre 2000  | Finlandia            |
| 4  | Eveliina Smolander | C     | 1º luglio 1992    | Finlandia            |
| 5  | Suvi Kokkonen      | S     | 1º febbraio 2000  | Finlandia            |
| 6  | Julia Porsanger    | L     | 7 aprile 1994     | Finlandia            |
| 7  | Emmi Riikilä       | S     | 17 giugno 1999    | Finlandia            |
| 8  | Essi Hirvioja      | L     | 29 agosto 2001    | Finlandia            |
| 9  | Taija Kaukoranta   | P     | 21 aprile 2000    | Finlandia            |
| 10 | Yasmine Madsen     | C     | 27 maggio 1999    | Finlandia            |
| 11 | Pauline Martin     | P     | 20 ottobre 1995   | Francia              |
| 12 | Laura Laukkanen    | C     | 8 agosto 2002     | Finlandia            |
| 13 | Ronja Heikkiniemi  | S     | 3 dicembre 1998   | Finlandia            |
| 14 | Kayla Principato   | O     | 14 giugno 1996    | Stati Uniti          |
| 15 | Katja Metsäkoivu   | C     | 1º settembre 1994 | Finlandia            |
| 16 | Kateryna Kalčenko  | C     | 1º gennaio 1992   | Ucraina              |
| 17 | Jenna Ylivainio    | P     | 27 marzo 2003     | Finlandia            |
| 18 | Salla Karhu        | S     | 9 aprile 1994     | Finlandia            |

## Palmarès
- Campionato finlandese: 2

2015-16, 2017-18
- Coppa di Finlandia: 1

2017

## Denominazioni precedenti
- 2009-2018: Hämeenlinnan Pallokerho Naiset